# Bianca Kriel
Bianca Kriel (* 3. Dezember 1985 in Pretoria, Südafrika) ist eine südafrikanisch-schweizerische Schauspielerin.

## Leben
Bianca Kriel wurde 1985 mit irischen Wurzeln als Tochter eines Südafrikaners und einer Schweizerin in Pretoria, Südafrika geboren und wuchs mehrsprachig in der Nähe von Bern auf. Nach dem Gymnasium und einem Studium der Sozialwissenschaften absolvierte sie eine Schauspielausbildung an der Zürcher Hochschule der Künste, welche sie mit einem Master abschloss.
Während des Studiums spielte sie am Schauspielhaus Zürich, am Luzerner Theater und in freien Arbeiten am Theater der Künste Zürich, am Schlachthaus Theater Bern und in der Roten Fabrik Zürich. Ihr letztes Ausbildungsjahr verbrachte sie am Studio des Theaters Chemnitz, wohin sie nach ihrem Abschluss engagiert wurde. 2016 spielte sie im Rahmen der «Langen Nacht des Theaters» in Zürich, in einer Version von Elfriede Jelineks Schauspiel Die Schutzbefohlenen an der Gessnerallee mit. Regie führten Timo Krstin und Miriam Walther Kohn.
Seit 2011 steht Kriel auch vor der Kamera, unter anderem für den deutsch-französischen Film Schwesterherz von Rhona Mühlebach oder für den Kurzfilm Special Guest von Cosima Frei und Maria Brendle, der 2013 den Swiss Hotel Film Award gewann. Sie ist Förderpreisträgerin der „Friedl Wald-Stiftung“, der „Armin Ziegler-Stiftung“ und der „Alexis Victor Thalberg-Stiftung“.
Sie lebt in Berlin.

## Theaterrollen (Auswahl)
- 2011–2012: Baal in Baal am Theater der Künste und Gastspiel am Theater Neumarkt[5] (Regie Miriam Walther Kohn)
- 2013: Ophelia in Prinz Privileg/Hamlet am Theater der Künste (Regie Christopher Kriese / Miriam Walther Kohn / Marcel Grissmer)
- 2013: Alice in Alice am Luzerner Theater[6] (Regie Andreas Herrmann)
- 2014–2015: Der gestiefelte Kater (Titelrolle) in Der gestiefelte Kater am Theater Chemnitz[7] (Regie Alexander Flache)
- 2016: Die Schutzbefohlenen an der Gessnerallee Zürich